# 法國征服摩洛哥
法國征服摩洛哥，是1911年阿加迪爾危機後的結果。
1912年3月30日，蘇丹阿布勒哈菲迪簽署非斯條約割讓主權，摩洛哥正式成為法國保護國。
1912年4月17日，摩洛哥步兵叛變在非斯的法國駐軍。但在1912年5月下旬，摩洛哥部隊進攻未果反使法國增強非斯的駐軍，摩洛哥征服的最後餘波發生在1933-1934，法國用超過22年時間正式征服摩洛哥。
1912年9月6日，法軍在西迪·布·奧斯曼戰役擊敗摩洛哥叛軍，並佔領馬拉喀什市。

## 註腳
1. ↑  Gershovich，第79頁.
2. ↑  Gershovich，第80頁.
3. 1 2  Gershovich，第74頁.